# Palladium-107
Palladium-107 of 107Pd is een radioactieve isotoop van palladium, een overgangsmetaal. De isotoop komt van nature niet op Aarde voor.
Palladium-107 ontstaat onder meer bij het radioactief verval van rodium-107.

## Radioactief verval
Palladium-107 vervalt door zuiver β−-verval tot de stabiele isotoop zilver-107 (er wordt daarbij geen gammastraling uitgezonden):
{\displaystyle {\ce {{^{107}_{46}Pd}->{^{107}_{47}Ag}+{e^{-}}+{\bar {\nu }}_{e}}}}
De halveringstijd bedraagt 6,6 miljoen jaar. Daarmee is het de langstlevende isotoop van het element.
90Pd · 91Pd · 92Pd · 93Pd · 93mPd · 94Pd · 94mPd · 95Pd · 95mPd · 96Pd · 96mPd · 97Pd · 98Pd · 99Pd · 100Pd · 101Pd · 102Pd · 103Pd · 103mPd · 104Pd · 105Pd · 106Pd · 107Pd · 107m1Pd · 107m2Pd · 108Pd · 109Pd · 109m1Pd · 109m2Pd · 110Pd · 111Pd · 111mPd · 112Pd · 113Pd · 113mPd · 114Pd · 115Pd · 115mPd · 116Pd · 117Pd · 117mPd · 118Pd · 119Pd · 120Pd · 121Pd · 122Pd · 123Pd · 124Pd · 125Pd · 126Pd · 126m1Pd · 126m2Pd · 127Pd · 128Pd · 128mPd · 129Pd